# Ingrid Sommar
Ingrid Sommar, född 8 juli 1945, är en svensk journalist och författare som skriver om form, design och arkitektur. Hon var sommarpratare i Sommar i P1 2005. Sommar är dotter till Carl Olov Sommar (1918-2002).